# Havanna-lakótelep

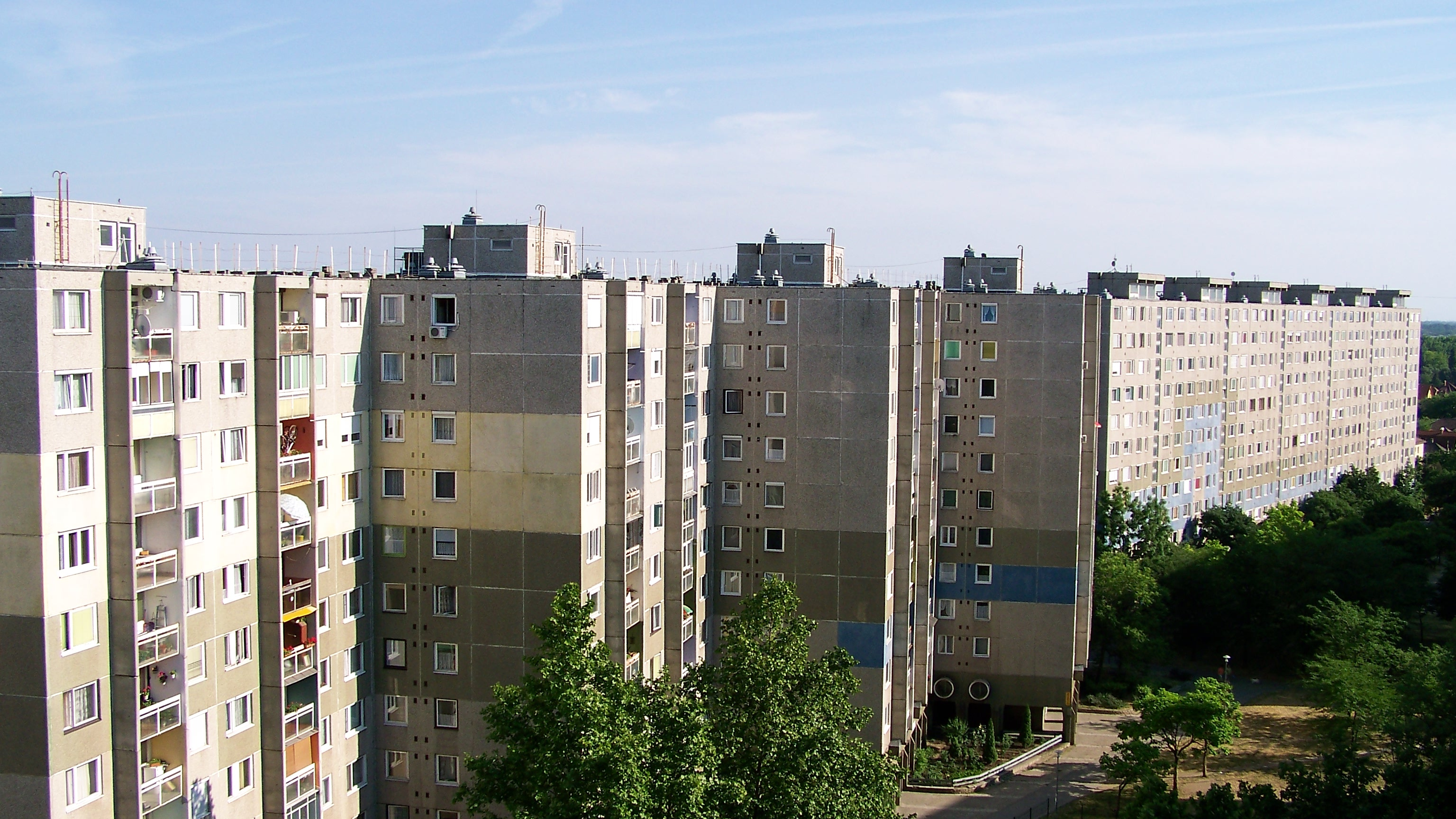
A telep felújítás előtt álló lakóházai

A Havanna-lakótelep Budapest egyik városrésze a XVIII. kerületben, Pestszentlőrincen, közel 10 000 főt számláló közösséggel.

## Fekvése
Határai: Baross utca, Margó Tivadar utca, Kolozsvár utca, Barcsay utca, Vörösmarty Mihály utca. Területe hozzávetőlegesen 60 hektár.
Havanna-lakótelep a Google Maps térképén

## Lakásállománya
A lakótelep 140 önálló házszámmal rendelkező panelházból áll, amelyekben több mint 6000, 34–72 m²-es, összkomfortos lakás (a kerület lakásainak 16,6%-a) található, kb. 17500 lakóval (a kerület lakosságának 18,3%-a). 1989-ben a lakások 31%-a volt magántulajdon, míg 2000-ben már csak 5% maradt önkormányzati bérlakás.

## Története
Az első világháborút megelőző időszakban a Havanna-lakótelep mellett Lipták Pál gyárai álltak. 1916-tól átállt a hadfelszerelési cikkek gyártására. Ekkor a gyártelep mellé ide építettek lőszertelepet is. Ez a Magyar Lőszergyár Rt. telepe volt. A Tanácsköztársaság bukása után a Lipták gyár lőszergyártó részlegét leszerelték és az épületeket, műhelyeket alakították át kis szoba-konyhás földszintes lakásokká. Ezáltal nagyon sok Erdélyből áttelepülőnek, hadirokkantnak, illetve szegényebb családnak oldották meg a katasztrofális lakáshelyzetét. A kialakított lakások igen szerények voltak, de a kor és a leendő lakók igényeit kielégítették. Az így létrehozott, fallal körülvett városrész az Állami lakótelep nevet kapta. A harmincas évek végén – negyvenes évek elején közel 9000 ember élt itt, nem éppen egészséges körülmények között. 1944-ben a telep egyik félreeső részén hozták létre a zsidó gettót (kb. 1500-an voltak benne).
Az Állami lakótelep „rekonstrukcióját” a hatvanas években már tervezték, de akkor még nem láttak hozzá, erre még több mint tíz évet kellett várni. Az ötödik ötéves terv időszakában elbontották az Állami lakótelepet, majd 1977-ben elkezdték a Havanna lakótelep építését (tervezője: Virágh Csaba építész). A Fővárosi Tanács beruházása akkor ötmilliárd forintba került; ebből a pénzből 5600 lakás építésére futotta. Szinte rekord gyorsasággal, egy év alatt felhúzták az első házakat, és 1978-ban beköltöztek az első lakók.

### Neve
1978-ban határozott Budapest Főváros Tanácsa Végrehajtó Bizottsága a XVIII. kerületi Állami Lakótelep helyén kialakult új, még névtelen, 800 méter hosszúságú utca nevéről, amiről később a lakótelep a nevét nyerte. Indoka egyrészt az volt, hogy ilyen nevű utca Budapesten még nem volt, másrészt egy kezdeményezés indult el a rádió ifjúsági rovatától, hogy az 1978-as Világifjúsági és diáktalálkozó tiszteletére a VB. nevezzen el egy utcát, a javaslatot pedig azzal indokolták, hogy a találkozó helyszínén, Havannában is van Budapest utca.

## Műszaki kialakítása
A lakótelepépítések korszakainak vitathatatlan királya Magyarországon az 1970-es évek második fele. Ebben az időben a lakótelep építések technológiája a szovjet mintára bevezetett nagypaneles technológia volt. Ennek alapvető célkitűzése kettős: gyorsan, olcsón építeni. A lakótelepek egyre inkább kiszorultak a város szélére, ezt jól példázza a Havanna lakótelep elhelyezkedése is. A teljes beruházás két ütemben, 1977–1981 és 1983–1985 között zajlott. Végül a 60 hektáros területen 6020 lakás készült el, és több mint 20 000 ember talált itt otthonra. A lakások 34-72 négyzetméteresek, összkomfortosak. A Dunakeszi Házgyár elemeiből összeállított tömbök 10 és 11 emeletesek. A helyiek elnevezései alapján „egyenes” vagy „cikk-cakk” kialakításúak. A szocialista időszakban a Havanna-lakótelepen magán (szövetkezeti) és állami (tanácsi) lakások épültek. Ezek között már a kezdeti időkben is hatalmas minőségi különbségek voltak, melyek az évtizedek alatt tovább nőttek. A hitelre vett öröklakásban lakók 10-25 év alatt törleszthették a vételárat. Ezekben a házakban lakásfenntartó szövetkezetek alakultak, és közös költséget szedtek a lakóktól a folyamatos fenntartásra, állagmegőrzésre és felújításra. A tanácsi lakásokban lakbért kellett fizetni, ami olcsóbb megoldás volt, de a lakók lényegesen kevesebb szolgáltatást kaptak érte. Többek között ennek okán a két típus különbsége máig is megdöbbentő.

## Megítélése régen

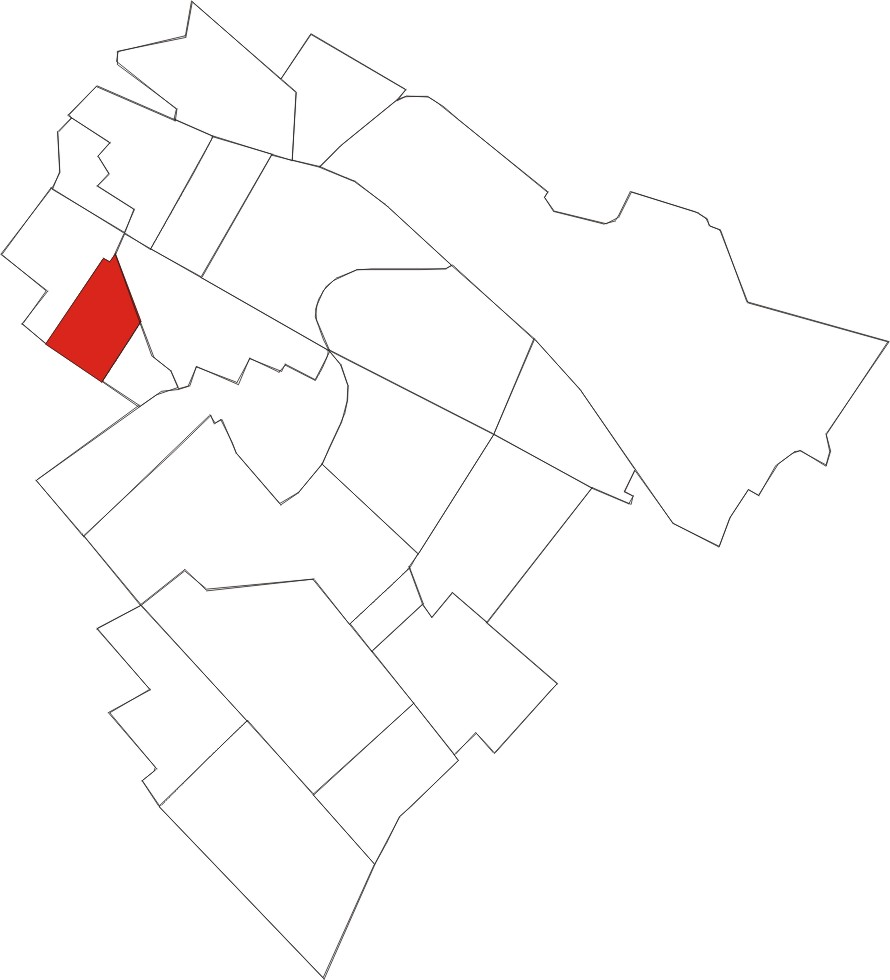
A Havannatelep (pirossal) a XVIII. kerület térképén

A Havanna-lakótelep „híre” az 1970-es, 1980-as években megérdemelten volt erősen negatív, még akkor is, ha az igazán félelmetes adatok csak a rendszerváltást követően kerültek napvilágra. A témáról készült tanulmányok és az abban az időben itt lakók egybehangzóan állítják, hogy a lakótelep rászolgált rossz hírére. Ennek több oka ismert, ezek röviden: a lakónépesség nagy sűrűsége, a kor, végzettség és etnikum szerinti összetétel. A demográfiai és etnikai mutatók a lakótelepen nagyban különböztek a fővárosi átlagtól. Többek között az említett okokra vezethető vissza a bűnözés szignifikáns emelkedése, az alacsony lakásárak alakulása is. Az 1980-as évek végére, 1990-es évek elejére Budapest és a kerület vezetése jól látta azt, hogy a szükséges és korábban elmaradt beruházások pótlása, a megfelelő környezet kialakítása hosszú távon biztosíthatja azt, hogy a Havanna lakótelep élhető és kedvelhető városrész legyen. A közbiztonság javítására térfigyelő kamerarendszert telepítettek.

## A lakótelep ma
A lakótelep az elmúlt 20-30 évben sokat változott. Az itt felnőtt generáció egy része, aki tehette, már elköltözött. A másik, itt maradt részük viszont ma is itt lakik, gyermekeit neveli és láthatóan többet törődik lakókörnyezetével. A lakótelepen több óvoda, bölcsőde, és iskola található, helyben van felnőtt- és gyermekorvosi rendelő, művelődési ház, stb. A sétányok, ha lassan is, de új külsőt kapnak. A háztömbökön is itt-ott már látszanak a felújítás eredményei. A panelprogram, az egyedi fűtési rendszer kialakítása és a 2002-ben kiépített kamerás térfigyelő rendszer mind-mind azt mutatja, újraéled a már-már leírt lakótelep. A bűnözés visszaszorult, és nem kirívóbb, mint bármely más budapesti lakótelepen.